# Tequilajazzz
Tequilajazzz (Теки́ладжа́з) — российская рок-группа, играющая альтернативный и экспериментальный рок. Коллектив был образован в 1993 году в Санкт-Петербурге.

## История
Официальным днём рождения Tequilajazzz можно считать 4 сентября 1993 года, когда группа впервые выступила на сцене петербургского клуба «Там-Там». Ранее музыканты Tequilajazzz вместе играли в ленинградской группе «Объект насмешек», а Александр Воронов был участником группы «Ноль».
С 1990 года параллельно с «Объектом» музыканты принимали участие в проекте «Пупсы» (в нём с самого начала играли Александр «Дусер» Воронов и Константин Фёдоров). В то же время, когда после гастролей во Франции в 1991 году «Объект насмешек» медленно прекращал своё существование, Евгений Фёдоров создал русско-французский студийный проект «Четыре ветра», которым было записано полтора десятка песен в жанре альтернативной поп-баллады (в русле Tindersticks или Ника Кейва), лишь одна из них («Бай-Бай») вошла позднее в репертуар Tequilajazzz.
В 1992 году двое из участников будущей Tequilajazzz — Константин Фёдоров (главная роль) и Евгений Фёдоров — снялись в фильме Рашида Нугманова «Дикий Восток». Музыкантам было предложено записать несколько номеров для звуковой дорожки в уже знакомом им тяжёлом индустриальном ключе. Эта работа и послужила толчком — катализатором к созданию проекта, который после упорных репетиций зимой обрёл название и записал первый демо-альбом. «Максиминор» состоял из шести песен и был самостоятельно выпущен тиражом около 200 кассет.
В первое время с группой играл ещё один гитарист Евгений Истомин (экс-«Пупсы»), а состав иногда разрастался до семи человек за счёт духовой секции. К весне 1994 года группа стабилизировалась в виде трио.
В 1994 году группа отправляется в гастрольный тур по Франции, и в этом же году выходит первый альбом «Стреляли?» на лейбле звукозаписи «Контрас Рекордз».
В этом же году группа подписывает контракт на несколько альбомов с Feelee Records.
В 1995 выходит мини-альбом «Абориген». На тот момент музыка группы — горячая смесь хардкора и экспериментального рока. При этом музыканты видят корни своей музыки в индустриальной волне 1980-х годов. Среди героев песен можно встретить латиноамериканских герильерос, морских пиратов и знаменитых террористов 1970-х. Группа ставит своей целью развитие новых музыкальных форм традиционными рок-средствами. В январе группа принимает участие в фестивале «Поколение-95» и получает гран-при.
В начале 1997 года выходит альбом «Вирус». Летом выходит мини-альбом: «VirusVersusVirus», в который вошли три песни — «Пистолет», «Самолёт» и «Звери», а также ремиксы на эти песни, сделанные московской электронной группой «Виды рыб».
В том же 1997 году группа записывает саундтрек к фильму «Упырь».
В то же время выходит альбом вокального квартета «Колибри» «Бес сахара», где на долю Tequilajazzz пришлась абсолютно вся инструментальная и аранжировочная часть альбома.
В конце 1997 года лейбл «Фили» выпускает макси-сингл «Авиация и артиллерия» с несколькими новыми песнями и ремиксом на песню «Самолёт», сделанным Максимом Головиным (проект «Эклектика»). На прошедшей в январе церемонии вручения наград за достижения в электронной музыке за 1997 год «Funny House Dance Awards’97» ремикс на песню «Самолёт» был признан «Ремиксом года».
Группа начинает использовать нетрадиционные для себя инструменты и мелодические обороты, пытаясь найти здоровый баланс между музыкальным воспитанием времён «новой волны», по-прежнему критическим взглядом на мир и величайшими вехами в истории развития культуры от классической музыки до брейкбита.
В начале 1998 года песня «Зимнее солнце», вошедшая в дальнейшем в альбом «Целлулоид», занимает первое место в сводных плейлистах российских радиостанций, став главным радиохитом зимы 1998 года. В августе этого же года вышел альбом «Целлулоид», который сопровождался беспрецедентной для данного жанра рекламной кампанией, и попавший в чарты продаж.
1999 год принёс группе статус «Группы года» по версии журнала «ОМ», который посвятил группе большой материал и обложку первого номера года. В это же время с целью реализации более сложных сценических задач состав группы увеличивается на одного человека, которым стал гитарист Олег Баранов (группа S.P.O.R.T.). В мае группа выпускает очередной альбом, который получает название «Сто пятьдесят миллиардов шагов», и по мнению музыкальных критиков, характеризует переход группы в статус артистов, создавших свой неповторимый, фирменный стиль.
В марте 2000 года за неделю сессий на «Мелодии» и «Добролёте» были зафиксированы три композиции для сингла «Маленькая ложь», который команда издала на лейбле Zvezda, так как контракт с Фили уже закончился.
В 2002 году вышел альбом «Выше осени». В августе 2007 года группа выпустила сингл «Berlin», а в июне 2009 года альбом «Журнал живого», который стал последним альбомом группы перед распадом.
В конце года решено было распустить группу. 25 марта 2010 года группа отыграла свой последний концерт, а 17 июля 2010 года Евгений Фёдоров на официальном сайте коллектива объявил о распаде группы. Константин Фёдоров и Александр Воронов образовали группу KOD, Евгений Фёдоров и Андрей Алякринский организовали группу Zorge.
6 октября 2012 года в клубе «Зал ожидания» состоялось долгожданное воссоединение основателей Текилы Евгения Фёдорова и Дусера.
30 января 2013 года Евгений Фёдоров объявил о том, что группа Tequilajazzz решила собраться в оригинальном составе для перезаписи альбома «Целлулоид».
1 декабря 2013 года группа вновь собралась в оригинальном составе для единственного концерта в Москве в честь своего 20-летия.
27 июня 2015 года группа выступила на музыкальном фестивале «Дикая мята» на сцене «Белый Кролик».
В марте 2016 года группу покинул гитарист Константин Фёдоров. Уже в апреле того же года Евгений Фёдоров объявил, что новым гитаристом стал Роман Шатохин, ранее участник групп i-Laska, Cats Park и «Братья по воздуху».
20 апреля 2018 года состоялся релиз акустического альбома «НЕБЫЛО».
Также в 2018 году группа организовала запись трибьют-альбома, посвящённого её 25-летию. Сборник вышел в 2019 году.
17 сентября 2021 г. в «Чартовой Дюжине» «Нашего радио» стартовала песня «Никого не останется», ставшая первым синглом с вышедшего 1 октября альбома «Камни».
6 октября 2021 г. состоялся релиз клипа на песню «Сам с собой» с альбома «Камни».
В 2022 году через неделю после начала российско-украинской войны лидер группы Евгений Фёдоров уехал из России, после того как в его адрес стали поступать многочисленные угрозы.
В 2023 году группа приняла участие в альбоме-сборнике «После России» с песней «Флаги» на стихи Бориса Поплавского.
20 марта 2025 года скончался Олег Баранов, гитарист золотого состава группы Tequilajazzz, с приходом которого группа обрела свое фирменное звучание.

## Состав

### Члены группы
- Евгений Фёдоров — бас, соло, вокалы, гитары, фортепиано, клавишные
- Константин Чалых — гитара, соло, клавиши, бэк-вокал
- Андрей Оренштейн — синтезаторы, программинг, бэк-вокал, микс
- Роман Шатохин — гитара, бэк-вокал

- Место барабанщика занимают сессионные музыканты. Александр Воронов («Дусер») поддержал военное вторжение РФ в Украину.

## Дискография

### Студийные альбомы
- Maximinor — 1993 (MC)
- Стреляли? — 1995 (CD) / 1996 (MC), Kontras Records
- Абориген (мини-альбом) — 1995 (CD / MC), Feelee
- Вирус — 1997 (CD / MC) / 2018 (LP), Feelee
- Целлулоид — 1998 (CD / MC), Feelee / 2012 (LP), Мирумир
- 150 миллиардов шагов — 1999 (CD / MC) / 2018 (LP), Feelee
- Выше осени — 2002 (CD / MC), Feelee
- Журнал живого — 2009 (CD), Feelee / Союз
- Небыло — 2018 (CD), Zapal Records
- Tribute, посвящённый группе — 2019
- Камни — 2021 (CD / LP), Zapal Records
- Флаги — 2023 (сингл)
- Машина полная зла — 2023 (сингл)
- Бонни — 2024 (сингл)

### Клипы
- «Бай-Бай-Бай» (режиссёр Настя Рахлина) — первый клип группы
- «Розенбом» (режиссёр группа «Швах»)
- «Розенбом-2» (режиссёр Роман Смирнов)
- «Пистолет» (режиссёр Нормунд Лацис)
- «Звери» (режиссёр Дмитрий Резчиков) — обладатель премии «Fuzz-97» в номинации «Лучшее Видео»
- «Тема Прошлого Лета» (режиссёр Михаил Зуев, 1997 г.)
- «Кроме Звезд» (режиссёр Анатолий Ганкевич, 1998 г.)
- «Тишина и Волшебство» (режиссёры Дмитрий Резчиков и Владимир Саков) — обладатель премии «Золотое Яблоко-98» в номинации «Лучшая работа художника»
- «Такая же, как и я» (режиссёр Влад Кузьмин, 1999 г.)
- «Меня Здесь Нет» (режиссёр Олег Флянгольц)
- «Зимнее Солнце»
- «Знать и не ждать» (режиссёр, продюсер Станислав Дремов, 2001 г.)
- «Ветры Лестниц»
- «Ветры Лестниц» (cartoon version)
- «Остров» (2009 г.)
- «Америки» (2009 г.)
- «Лебединая сталь» (acoustic version) (2017 г.)
- «Не говори никому…» (2021 г.)
- «Никого не останется» (lyric video) (2021 г.)
- «Сам с собой» (2021 г.)